# Romain Guillemois
Pour les articles homonymes, voir Guillemois.
Romain Guillemois, né le 28 mars 1991 à Marmande, est un coureur cycliste français, professionnel entre 2014 et 2017. Son palmarès comprend notamment un titre de champion de France de cyclisme sur piste et différentes épreuves sur route (dont une étape des Boucles de la Mayenne, une course inscrite au calendrier de l’UCI Europe Tour).

## Biographie

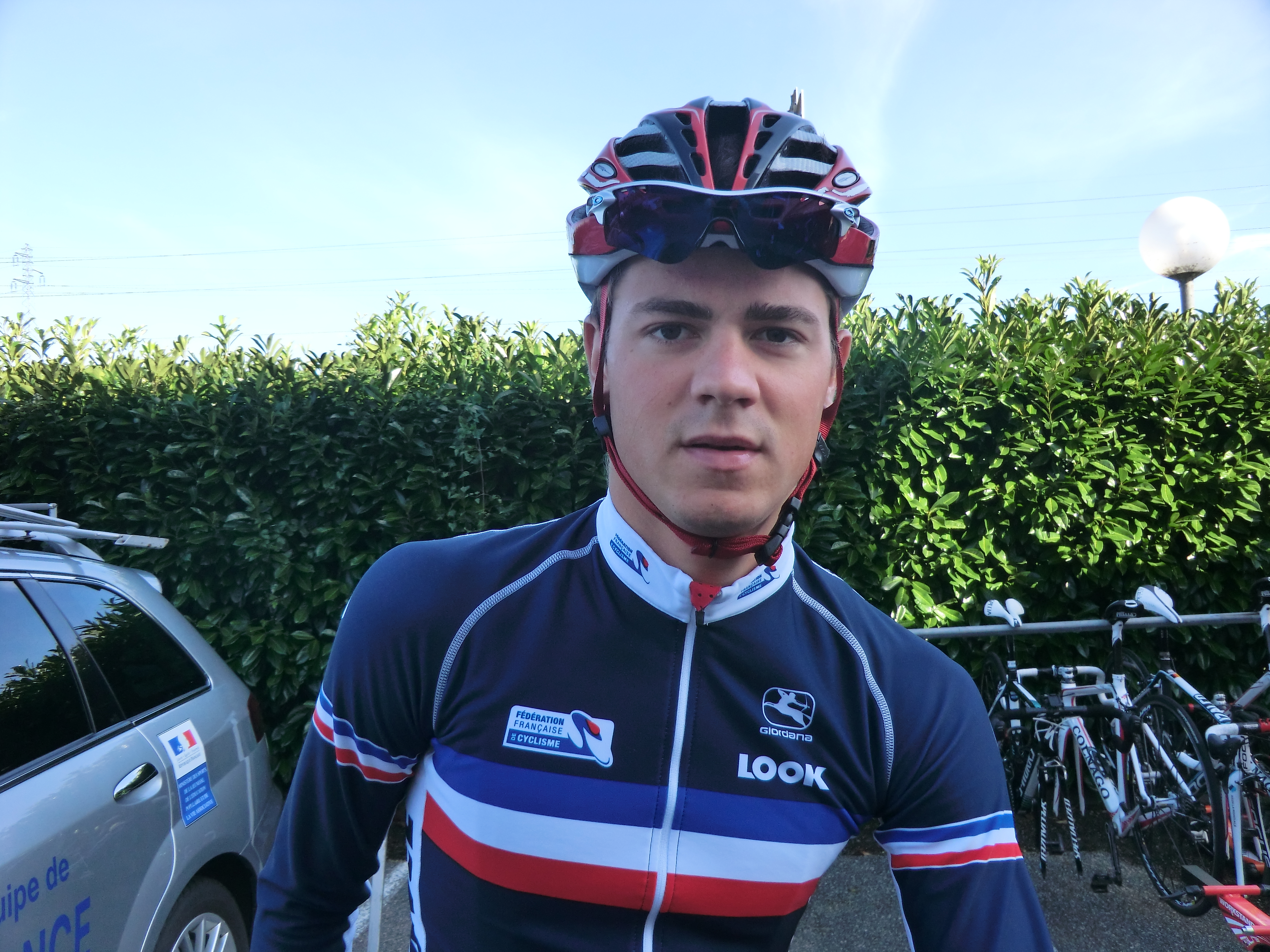
Romain Guillemois lors du Tour de l'Ain 2013.

En 2010, Romain Guillemois intègre l'équipe Vendée U, réserve de l'équipe professionnelle BBox Bouygues Telecom. Cette dernière est renommée Europcar en 2011. Romain Guillemois y effectue deux stages, en fin de saisons 2012 et 2013.

### Carrière professionnelle
En 2014, il devient coureur professionnel au sein d'Europcar. En fin de saison, il participe au championnat du monde du contre-la-montre par équipes, terminé à la 19e place. Il dispute ensuite le Tour de Lombardie, son premier « monument », durant lequel il participe à une longue échappée.
Au mois d'octobre 2016, il prolonge le contrat qui le lie à l'équipe continentale professionnelle Direct Énergie. 
Non conservé par celle-ci à l'issue de la saison 2017, il met un terme à sa carrière,.

## Palmarès sur route
- 2006
  - Champion d'Aquitaine sur route cadets
- 2007
  - Champion d'Aquitaine sur route cadets
  - Trophée Madiot
- 2008
  - Trophée Louison-Bobet
  - 2e étape du Tour de la Vallée de la Trambouze
  - 3e du Tour de la Vallée de la Trambouze
- 2009
  - Champion d'Aquitaine du contre-la-montre juniors
  - 4e étape du Circuito Cántabro Junior
  - 2e étape de Liège-La Gleize (contre-la-montre par équipes)
  - 2e du Circuito Cántabro Junior
  - 3e de Liège-La Gleize
  - 3e du Trophée Louison-Bobet
  - 4e du championnat du monde sur route juniors
- 2010
  - Boucles de l'Arnoult :
    - Classement général
    - 2e étape[5]

  - 2e des Boucles Talmondaises
  - 2e du Prix d'Automne de La Rochefoucauld
  - 2e de Paris-Tours espoirs
  - 3e de Paris-Connerré
- 2011
  - 1re étape de la Boucle de l'Artois
  - Boucles Nationales du Printemps :
    - Classement général
    - 1re et 2e (contre-la-montre par équipes) étapes

  - Boucles de l'Arnoult :
    - Classement général
    - 1re étape (contre-la-montre)[6]

  - 2e étape des Deux Jours cyclistes de Machecoul (contre-la-montre)
  - 3e de la Boucle de l'Artois
- 2012
  - Champion des Pays de la Loire du contre-la-montre
  - Boucles catalanes
  - 4e étape du Tour de la Dordogne
  - Grand Prix de Malaquais
  - 3e du Grand Prix d'Availles-Limouzine
  - 3e de la Ronde mayennaise
- 2013
  - 2e étape des Boucles de la Mayenne

## Classements mondiaux
| Année           | 2010 | 2011 | 2012 | 2013 | 2014 | 2015   |
| --------------- | ---- | ---- | ---- | ---- | ---- | ------ |
| UCI World Tour  |      |      |      |      | nc   |        |
| UCI Europe Tour | 438e | nc   | nc   | 509e |      | 1 011e |

## Palmarès sur piste

### Championnats de France
- 2007
  -  Champion de France de la course aux points cadets
  - 2e de la poursuite cadets
  - 3e de l'américaine cadets
- 2012
  -  Champion de France du scratch